# Джинджер Бейкер
Джинджер Бейкер (Ginger Baker; 19 серпня 1939, Луїшем — 6 жовтня 2019, Кентербері (Кент)), справжнє ім'я Пітер Едвард Бейкер (Peter Edward Baker) — ударник, вокаліст, композитор, автор текстів, продюсер, більш відомий, як учасник британського рок-гурту Cream.

## Біографія
Свою кар'єру музиканта цей визнаний майстер ударних розпочав ще у другій половині п'ятдесятих років, виступаючи з гуртами традиційного джазу, такими як Storyville Jazzmen чи популярними бендами Террі Лайтфута та Екера Білка. У шістдесятих Бейкер став відомим як ударник гурту Алексіса Корнера та Грейма Бонда. 1967 року Бейкер, маючи чималий музичний досвід, утворив разом з Еріком Клептоном та Джеком Брюсом легендарну формацію Cream.
Після величезного успіху Cream, а також швидкого розпаду цього гурту, Джинджер об'єднав свої зусилля з Ріком Гречем, Стівом Уїнвудом та Еріком Клептоном для утворення чергового супергурту — Blind Faith, слідами якого піде пізніше формація Бейкера Airforce.
1970 року, зацікавившись африканськими ритмами, музикант вирушає у Нігерію, де вивчає цю музику, а також будує там власну студію, у якій, наприклад, записувався класичний альбом Пола Маккартні — Band On The Run. Саме у цей період з'явилась його Airforce, у якій Бейкеру допомагали африканські музиканти: Ремі Кабака (Remi Kabaka) — ударні та Спіді Акуаї (Speedy Acquaye) — ударні. Через деякий час Бейкер утворив новий гурт — Salt — з місцевих музикантів та записувався разом з нігерійським співаком та піаністом Фела Рейсам Куті (Fela Ransome Kuti).
Витративши в Африці всі гроші, Бейкер повернувся до Британії, де 1973 року разом з братами Полом (Paul) та Адріаном (Adrian) Гурвіцами (Gurvitz) утворив тріо Baker Gurvitz Army. Після випуску трьох лонгплеїв, що презентували стереотипний рок-репертуар, це тріо розпалося, головним чином через внутрішні непорозуміння та відсутність успіху в Америці. Кілька наступних років Бейкер присвятив грі у поло, що було незвичним видом спорту для молодого чоловіка з лондонської робітничої сім'ї. Однак і тут йому вдалось проявити свій талант.
1977 року з'явився його сольний альбом «11 Sides Of Baker», який критики знищили вщент. Після цього до кінця сімдесятих років Бейкер недовго співпрацював з такими гуртами, як Atomic Rooster, Hawkwind, Trimmer & Jenkins, а також утворив власні: Energy та Ginger Baker's Nutters.
1982 року Бейкер на кілька років осів у Медіолані, де відкрив школу гри на ударних.
1986 року він взяв участь у запису хіт-сингла «Rise» групи PIL, однак відтоді йому так і не вдалось справити велике враження ні на слухачів, ні на критиків.
1988 року Бейкер переїхав до Лос-Анджелеса, а через рік приєднався до свого колишнього колеги по Cream, Джека Брюса.
1993 року Бейкер разом з Брюсом та Клептоном виступили у лос-анджелівському «Century Plaza» на імпрезі на честь введення гурту Cream до Зали слави рок-н-ролу. Того ж року Бейкер та Брюс зробили спробу відшукати стару слави і поліпшити матеріальне становище, об'єднавши свої сили з Гері Муром і створивши тріо ВВМ. Однак після запису однієї платівки та чвар під час промоційного турне шляхи музикантів знову розійшлись.

## Дискографія
- 1970: Ginger Baker's Air Force (з гуртом Airforce)
- 1970: Air Force 2 (з групою Airforce)
- 1971: Fela Ransome Kuti & Africa 70 & Ginger Baker Live
- 1972: Stratavarious
- 1972: Free Kings (з гуртом Airforce)
- 1972: The Best Of Ginger Baker
- 1977: Eleven Sides Of Baker
- 1983: From Humble Oranges
- 1987: Horses & Trees
- 1988: Palanquin's Pole: African Force With Ginger Baker
- 1990: Middle Passage
- 1994: Going Back Home (як Ginger Baker Trio)

### Blind Faith
- 1969: Blind Faith

### Baker Gurvitz Army
- 1974: Baker Gurvitz Army
- 1975: Elysian Encounter
- 1976: Hearts On Fire

### BBM (Bruce Baker Moor)
- 1994: Around The Next Dream